# Eriochloa stevensii
Eriochloa stevensii är en gräsart som beskrevs av Gerrit Davidse. Eriochloa stevensii ingår i släktet Eriochloa och familjen gräs. Inga underarter finns listade i Catalogue of Life.